# Новолутківська сільська рада
| Новолутківська сільська рада — колишній орган місцевого самоврядування у Добровеличківському районі Кіровоградської області з адміністративним центром у с. Новолутківка. Сільській раді підпорядковані населені пункти: - с. Новолутківка - с. Добротимофіївка - с. Олександро-Акацатове |

## Склад ради
Рада складається з 12 депутатів та голови.

### Керівний склад ради
| ПІБ                            | Основні відомості                                                 | Дата обрання | Дата звільнення |
| ------------------------------ | ----------------------------------------------------------------- | ------------ | --------------- |
| Волошин Анатолій Володимирович | Сільський голова, 1948 року народження, освіта, безпартійний      | 26.03.2006   | 31.10.2010      |
| Волошин Анатолій Володимирович | Сільський голова, 1948 року народження, освіта вища, безпартійний | 31.10.2010   |                 |

Примітка: таблиця складена за даними джерела

## Населення
Згідно з переписом УРСР 1989 року чисельність наявного населення сільської ради становила 718 осіб, з яких 317 чоловіків та 401 жінка.
За переписом населення України 2001 року в сільській раді мешкало 597 осіб.

### Мова
Розподіл населення за рідною мовою за даними перепису 2001 року:
| Мова       | Відсоток |
| ---------- | -------- |
| українська | 94,97 %  |
| російська  | 3,35 %   |
| молдовська | 0,84 %   |
| білоруська | 0,67 %   |
| німецька   | 0,17 %   |